# Hovops vezo
Espèce
Hovops vezo est une espèce d'araignées aranéomorphes de la famille des Selenopidae.

## Distribution
Cette espèce est endémique de Madagascar.

## Étymologie
Son nom d'espèce lui a été donné en référence aux Vezos.

## Publication originale
- Rodríguez & Corronca, 2014 : New species and distribution records of selenopid spiders of the genus Hovops Benoit in Madagascar (Araneae, Selenopidae). Zootaxa, no 3780(3), p. 547-557.